# Paradoks Lindleya

Rozkład wartości p dla H_{0} i H_{1} przy mocy testu ~90%. Znaczna część wartości p poniżej progu istotności 0,05 pozostaje bardziej prawdopodobna dla hipotezy zerowej niż alternatywnej, co skutkuje rozbieżnością rezultatów podejścia częstościowego i bayesowskiego w tym obszarze.

Paradoks Lindleya – pozorny paradoks polegający na rozbieżności rezultatów przeprowadzonych na podstawie tych samych danych testów hipotez statystycznych metodami wnioskowania częstościowego i bayesowskiego. Pierwsze podejście oszacowuje prawdopodobieństwo ekstremalnych danych przy założeniu hipotezy zerowej: {\displaystyle P(X\geqslant x|H_{0}).} Drugie podejście oszacowuje prawdopodobieństwo obu hipotez przy założeniu danych: {\displaystyle P(H_{0}|X\geqslant x)/P(H_{1}|X\geqslant x).} Choć obie perspektywy są równie poprawne arytmetycznie, odpowiadają na inne pytania, przez co mogą uzyskiwać różne odpowiedzi.
Wczesne omówienie problemu przedstawił m.in. Jeffreys w 1939, a jego najbardziej znaną prezentację jako „paradoks” opublikował w 1957 Lindley (stąd druga stosowana nazwa: paradoks Jeffreysa-Lindleya).
Niezgodność może pojawić się niezależnie od tego, czy w podejściu bayesowskim używano subiektywnego prawdopodobieństwa zaczątkowego. W badaniu o wysokiej mocy statystycznej silna prawoskośność rozkładu wartości p dla hipotezy zerowej sprawia, że wartości poniżej progu istotności mogą być bardziej prawdopodobne dla hipotezy zerowej, nawet o ortodoksyjnie nieinformatywnym rozkładzie jednostajnym. Test częstościowy zakwalifikuje je jednak jako „istotną statystycznie” przesłankę na rzecz przyjęcia, że hipoteza zerowa jest fałszywa. W ocenie Lindleya, „teoria statystyczna nie znajduje usprawiedliwienia dla mechanicznej praktyki stosowania jednego kryterium istotności”.
Późniejsi autorzy omówili problem m.in. w kontekście fizyki, uczenia maszynowego, finansów, czy epidemiologii. Pułapki interpretacyjne, jakie tworzy, mogą być częściowo łagodzone przez przedstawianie w badaniach miar wielkości efektu, stosowanie przedziałów ufności, oraz testowanie konkretnych hipotez alternatywnych zamiast hipotezy zerowej (do czego służą procedury takie jak testy równoważności).